# Рёдгор, Йон
Йон Рёдгор (фар. John Rødgaard; род. 4 марта 1955, Эсбьерг, Рибе) — датский и фарерский футболист, тренер, шахматист. Международный мастер (1990).

## Карьера

### Футбол
Рёдгор начинал играть в футбол в любительском клубе «Эсбьерг ЭБ», представлявшем Ютландскую Серию (пятый дивизион Дании). В 1976 году он переехал на Фарерские острова и стал выступать за клуб «ТБ». 25 апреля 1976 года дебютировал за «ТБ» в матче 1-го тура чемпионата Фарерских островов против «НСИ». Всего полузащитник принял участие в 11-ти встречах в рамках первенства архипелага. Во 2-м туре розыгрыша сезона-1977 Рёдгор забил первый гол в карьере, поразив ворота «ВБ». 28 августа того же года стал автором одного из голов в ответной игре финала Кубка Фарерских островов, забив тому же «ВБ». По итогам сезона-1977 «ТБ» выиграл и чемпионат, и национальный кубок. В следующие 7 лет Рёдгор сыграл за коллектив из Твёройри лишь однажды, приняв участие в первом полуфинале Кубка против «ХБ» 15 июля 1979 года.
Он возобновил карьеру игрока в 1984 году, отыграв 13 матчей в чемпионате и забив в них 1 гол. Продолжал активные выступления в составе «ТБ» до окончания сезона-1992, став с клубом чемпионом архипелага ещё один раз в 1987 году. В 1996 году вновь вернулся в футбол и сыграл 6 игр в высшем фарерском дивизионе. 4 мая 1997 года провёл прощальную встречу за «ТБ», сыграв в первом дивизионе против соседнего «Ройна».
В 1977 году Рёдгор в первый раз возглавил «ТБ». Он совмещал тренерскую карьеру с игровой, под его руководством «ТБ» выиграл чемпионат 1977 года и Кубок Фарерских островов. В 1978 году приостановил карьеру в футболе и оставил тренерский пост. В 1985 году стал играющим тренером «ТБ» во второй раз, но не добился больших успехов: в чемпионате клуб финишировал на 7-м месте из 8, а кубковую кампанию завершил поражением от «ВБ» во втором раунде.

### Шахматы
Рёдгор профессионально увлёкся шахматами после первых серьёзных успехов в футболе. Он дебютировал на чемпионате Дании 1979, заняв 8-е место. В 1980 году Рёдгор занял 9-е место. В 1984 году шахматист стал представлять Фарерские острова и впервые выступил под этим флагом на Олимпиаде 1984, где в первой же партии сыграл вничью с Борисом Спасским. В 2013 году провёл свою 200-ю игру за Фарерские острова, став абсолютным рекордсменом и получив специальную награду местной шахматной федерации. В 2022 году Рёдгор комментировал шахматный турнир в родном Эсбьерге. К осени 2024 года шахматист довёл число игр за фарерскую национальную команду до 305 (из них 105 побед, 135 ничьих, 65 поражений).

## Достижения

### В качестве футболиста
«ТБ»
- Чемпион Фарерских островов (2): 1977, 1987
- Обладатель Кубка Фарерских островов (1): 1977

### В роли футбольного тренера
«ТБ»
- Чемпион Фарерских островов (1): 1977
- Обладатель Кубка Фарерских островов (1): 1977